# Pliska (distrikt)
Pliska (bulgariska: Плиска) är ett distrikt i Bulgarien.   Det ligger i kommunen Obsjtina Kaspitjan och regionen Sjumen, i den nordöstra delen av landet, 300 km öster om huvudstaden Sofia.
Under det osmanska styret hade by namnet Aboba fram till 1925, då namnet ändrades till Pliskov. Det ändrades 1947 till det nuvarande namnet. 
Trakten runt Pliska består till största delen av jordbruksmark. Runt Pliska är det ganska tätbefolkat, med 100 invånare per kvadratkilometer.  Trakten ingår i den hemiboreala klimatzonen. Årsmedeltemperaturen i trakten är 13 °C. Den varmaste månaden är juli, då medeltemperaturen är 26 °C, och den kallaste är december, med −2 °C. Genomsnittlig årsnederbörd är 924 millimeter. Den regnigaste månaden är maj, med i genomsnitt 122 mm nederbörd, och den torraste är augusti, med 33 mm nederbörd.